# Asperula woronowii
Asperula woronowii är en måreväxtart som beskrevs av V.I. Kreczetowicz. Asperula woronowii ingår i släktet färgmåror, och familjen måreväxter. Inga underarter finns listade i Catalogue of Life.